# Pärnumaa
Pärnumaa vagy Pärnu megye (észtül: Pärnu maakond) Észtország 15 megyéjének egyike, területét tekintve a legnagyobb a 15 megye közül. Az ország délnyugati részén fekszik, nyugaton a Rigai-öböl, északon Läänemaa és Raplamaa, keleten Järvamaa és Viljandimaa megyék, délen pedig Lettország határolja.

## Turizmus
Pärnu város az egyik legnépszerűbb üdülőhelye Észtországnak, számos turista érkezik a városba  nemcsak Észtországból, hanem Svédországból, Finnországból, Németországból, és Oroszországból is.

## A megye közigazgatása
A megye 2 városból és 17 községből áll.
Városok:
- Pärnu
- Sindi

Községek:
- Are
- Audru
- Halinga
- Häädemeeste
- Kihnu
- Koonga
- Paikuse
- Saarde
- Sauga
- Surju
- Tahkuranna
- Tootsi
- Tori
- Tõstamaa
- Varbla
- Vändra község
- Vändra

## Külső hivatkozások
- Pärnumaa Hivatalos weboldal
- Pärnu város honlapja Archiválva 2009. június 28-i dátummal a Wayback Machine-ben